# Deán Funes
Deán Funes är en kommunhuvudort i Argentina.   Den ligger i provinsen Córdoba, i den centrala delen av landet, 700 km nordväst om huvudstaden Buenos Aires. Deán Funes ligger 691 meter över havet och antalet invånare är 20 164.
Terrängen runt Deán Funes är platt åt sydväst, men åt nordost är den kuperad. Det finns inga andra samhällen i närheten.
Trakten runt Deán Funes består i huvudsak av gräsmarker. Trakten runt Deán Funes är nära nog obefolkad, med mindre än två invånare per kvadratkilometer.